# 下関地域鉄道部
下関地域鉄道部（しものせきちいきてつどうぶ）とは、山口県下関市竹崎にかつて存在した西日本旅客鉄道（JR西日本）の鉄道部の一つである。
本項では、下関車掌区の歴史についても記述する。

## 概要
ローカル線の活性化と効率的な鉄道運営ができるように、JR西日本は1990年（平成2年）6月1日から主に支線区に対して鉄道部制度を導入していたが、1995年（平成7年）10月1日から鉄道部制度を幹線系の地域にも導入して地域鉄道部として地域の特性に応じた業務が行えるよう、山口県西部の路線を下関地域鉄道部が運営するように改められた。
広島支社が管轄しており、下関駅の旧下関鉄道病院に建物がある。
2019年（令和元年）6月1日、徳山地域鉄道部・山口地域鉄道部と統合し、山口支社（山口エリア統括部）に移行した。

### 管轄路線
- 山陽本線 - 厚狭 - 下関間
- 山陰本線 - 小串 - 幡生間

## 組織
同時に車両管理部門である幡生駅構内にあった下関車両センター（幡生車両所）と、下関駅構内にあった下関車両管理室（下関運転所の車両管理部門）を統合して下部組織としたが、2009年の鉄道部再編の際に両所が分離され、山口鉄道部車両管理室と統合のうえ、支社直轄の下関総合車両所とされた。廃止時点では線区管理部門と乗務員管理部門のみが残されていた。

### 下関乗務員センター
下関乗務員センターは下関地域鉄道部に所属する乗務員基地で、運転士が配属されている。下関地域鉄道部発足に伴い、下関車掌区と下関運転所の乗務員部門を分離統合して発足した。
2006年（平成18年）1月7日早朝に発生した下関駅放火事件による火災で、駅舎南側にある同センターの建物（鉄筋4階建）が全焼し、建物内にあった運転士・車掌の制服や乗務員用の携帯時刻表やそのデータが入ったパソコン、乗務員に携帯させる非常連絡用の業務用携帯電話機などが焼失した。
また寝台特急「はやぶさ・富士」の本州全区間（下関 - 東京間）の車掌業務を担当していた。過去に「あさかぜ」と「みずほ」の乗務を国鉄時代から預かっていた経緯から、JR西日本に民営化後2009年3月ダイヤ改正まで東京駅への車掌乗務が存在した。旧下関車掌区は国鉄の三大車掌区（東京、下関、門司）の１つに数えられていた。
2019年6月からは下関列車区となった。

#### 乗務範囲
- 山陽本線 - 徳山 - 下関間
- 山陰本線 - 長門市 - 幡生間
- 宇部線 - 宇部新川 - 宇部間

##### 過去に乗務していた列車
- 特急「あかつき」 - 京都 - 新大阪 - 長崎・佐世保間（ - 1994年）
- 特急「あさかぜ」1号・4号 - 東京 - 博多間（ - 1994年）
- 特急「あさかぜ」2号・3号 - 広島 - 下関間（1994年まで担当、1往復化後1999年まで担当）
- 特急「みずほ」 - 東京 - 熊本・長崎間（ - 1994年）
- 特急「さくら」 - 東京 - 長崎・佐世保間（1994年 - 1999年）
- 特急「あさかぜ」 - 下関 - 東京間、広島 - 下関間（1999年 - 2005年）
- 特急「富士」 - 東京 - 大分間、大分 - 広島間（1999年 - 2005年）
- 特急「いそかぜ」 - 小倉 - 益田間（ - 2005年）
- 快速「ハリウッドエクスプレス」 - 大阪 - 下関間
- 特急「はやぶさ・富士」 - 東京 - 下関間（2005年 - 2009年）
- 快速「ムーンライト九州」 - 新大阪 - 下関間
- 宇部線 - 全線（ - 2010年3月12日）

### 下関施設管理センター
下関施設管理センターは、下関保線区を基礎とし、当初は下関、厚狭、厚東、小郡に管理室を設置していた。
新幹線と在来線の管理を一緒に行っていた。

### 下関電気管理センター
下関電気管理センターは、下関信号通信区、下関電力区を基礎とし、当初は下関（信通）、下関（電力）、小郡（信通）、小郡（電力）に管理室を設置していた。

### 過去に存在した組織
地域鉄道部の発足に伴い新設されたが、2009年6月1日の組織改正により下関総合車両所に移管された。

#### 下関車両センター
下関車両センターは、下関市幡生宮ノ下町にあった車両工場である。地域鉄道部発足以前は幡生車両所（さらに以前は幡生工場）と称しており、日本国有鉄道（国鉄）広島鉄道管理局時代からJR西日本広島支社管内および一部の他支社の在来線車両（電気機関車・ディーゼル機関車・電車・気動車・客車）の全般検査・要部検査・交番検査・仕業検査などの検修および改造を行っていた。

#### 下関車両管理室
下関車両管理室は、下関市大和町2丁目にあった車両基地である。当地域鉄道部発足以前は、下関運転所と称する車両基地および乗務員区所であったが、当地域鉄道部の発足に伴い、車両管理部門が乗務員管理部門と独立して下部組織として設置されたものである。

##### 所属車両
2012年4月1日現在、車両は配置されていない。

## 歴史

### 下関車掌区
- 1906年（明治39年）12月1日 - 下関車掌監督として発足。
- 1909年（明治42年）12月11日 - 下関車掌長になる。厚狭車掌駐在所・三田尻車掌駐在所が下関車掌長に統合され、厚狭駐在・三田尻駐在になる。
- 1913年（大正2年）2月20日 - 三田尻駐在が廃止され、小郡派出が発足。
- 1914年（大正3年）3月10日 - 下関車掌監督になる。
- 1918年（大正7年）3月1日 - 小郡派出が小郡在勤になる。
- 1929年（昭和4年）5月11日 - 下関車掌所になる。厚狭駐在は厚狭支所に、小郡在勤は小郡支所になる。
- 1936年（昭和11年）9月1日 - 下関車掌区になる。厚狭支所は厚狭支区に、小郡支所は小郡支区になる。
- 1943年（昭和18年）5月1日 - 宇部支区が発足。
- 1944年（昭和19年）4月1日 - 幡生派出所が発足。
- 1945年（昭和20年）
  - 3月1日 - 厚狭支区正明市在駐が発足（廃止日不明）。
  - 11月30日 - 幡生派出所が廃止。
- 1948年（昭和23年）9月25日 - 小郡支区が小郡車掌区になり下関車掌区から分離。宇部支区は小郡車掌区の宇部派出所になる。
- 1956年（昭和31年）4月16日 - 幡生乗務員出退監視所が発足。
- 1977年（昭和52年）10月1日 - 厚狭支区が厚狭車掌区として下関車掌区から分離。
- 1986年（昭和61年）11月1日 - 幡生乗務員出退監視所が廃止。
- 1995年（平成7年）10月1日 - 下関車掌区が下関地域鉄道部へ統合されて廃止。

### 下関車両管理室の動き
- 1901年（明治34年）5月 - 山陽鉄道の馬関機関区として開設[5]。
- 1902年 (明治35年) 6月 - 下関機関庫に改称[5]。
- 1915年（大正4年）8月 - 下関列車電灯所を開設[5]。
- 1916年（大正5年）9月 - 下関機関庫から客貨車業務を分離。下関検車所を開設[5]。
- 1936年（昭和11年）9月 - 下関検車所を下関検車区、下関列車電灯所を下関車電区にそれぞれ改称[5]。
- 1951年（昭和26年）4月 - 下関検車区と下関車電区が統合し、下関客貨車区が発足[5]。
- 1965年（昭和40年）4月 - 下関客貨車区と下関機関区が統合し、下関運転所が発足[5]。
- 1995年（平成7年）10月1日 - 下関地域鉄道部の発足により、下関運転区の検修部門が下関車両管理室になる。

### 下関地域鉄道部
- 1995年（平成7年）10月1日 - 下関地域鉄道部が発足[6]。下関車掌区・下関運転区が統合される[7]。宇部新川鉄道部の配置車両が転入。
- 2006年（平成19年）1月7日 - 下関駅放火事件が発生し、下関駅舎・下関乗務員センターなどが全焼[8]。
- 2009年（平成21年）6月1日 - 山陽本線四辻 - 厚狭間を新設の山口地域鉄道部に移管。下関車両センター・下関車両管理室・山口鉄道部車両管理室が統合されて、広島支社直轄の下関総合車両所に分離。
- 2019年（令和元年）6月1日 - 徳山地域鉄道部・山口地域鉄道部との統合の上で山口エリア統括部(山口支社)を発足させるため、廃止[9]。下関乗務員センターは下関列車区となる。